# Cepora laeta
Cepora laeta, ou gaivota de Timor, é uma borboleta da família Pieridae. Ela pode ser encontrada em Timor.